# 莫伊塞斯
莫伊塞斯·莫拉·皮涅罗（Moisés Moura Pinheiro，1979年7月25日—）是巴西职业足球运动员，司职中后卫，曾在俄罗斯、葡萄牙欧洲多个联赛效力，2012年曾效力于中超上海申花。

## 荣誉成绩
- 巴伊亚州联赛（英语：Campeonato Baiano）冠军：1999、2000
- 东北地区冠军杯（英语：Campeonato do Nordeste）：1999
- 俄罗斯杯冠军：2003
- 米内罗州联赛（英语：Campeonato Mineiro）冠军：2006
- 里约州联赛（英语：Campeonato Carioca）冠军：2007
- 葡萄牙足球超级联赛亚军：2009-10
- 卡塔尔埃米尔杯：2011
- 卡塔尔足球联赛季军：2010-11